# Безвершенко Іван Андрійович
Безве́ршенко Іва́н Андрі́йович (15 грудня 1931 — 6 березня 1993) — український імунолог, доктор медичних наук, професор, лауреат Державної премії України в галузі науки і техніки (1999; посмертно; за цикл праць «Імунобіологія тимусу, його роль у регуляції імуногенезу, одержання та можливості використання препаратів тимусу (вилочкової залози)».

## Біографія
У 1977–1993 роках працював керівником лабораторії молекулярних механізмів імунітету Інституту ендокринології та обміну речовин АМН України імені В. П. Комісаренка.
Помер 6 березня 1993 року. Похований в Києві на Берковецькому кладовищі (ділянка № 79, 50°29′41.50″ пн. ш. 30°23′34.20″ сх. д. / 50.4948611° пн. ш. 30.3928333° сх. д.).

Могила Івана Безвершенка